# Мисс Америка 1923
Мисс Америка 1923 (англ. Miss America 1923) — 3-й национальный конкурс красоты, проводимый в США Победила 17-летняя Мэри Кэтрин Кэмпбелл, сохранив титул победив в показе купальниках, обладая "почти идеальной фигурой".

## Результаты

### Места
| Итоговый результат          | Участницы                                          |
| --------------------------- | -------------------------------------------------- |
| Мисс Америка 1923           | - Огайо (Мисс Америка 1922) — Мэри Кэтрин Кэмпбелл |
| 1-я Вице Мисс               | - Нью-Йорк Бруклин — Ethelda Kenvin                |
| 2-я Вице Мисс               | - Нью-Йорк Кони-Айленд — Heather Walker            |
| 3-я Вице Мисс               | - Миссури — Charlotte Nash                         |
| 4-я Вице Мисс               | - Филадельфия — Marion Green                       |
| Вечернее платье             | - Теннесси — Elizabeth Mallory                     |
| Rolling Chair Parade Winner | - Миссури — Charlotte Nash                         |

## Примечание
1. ↑  Miss Columbus Again Captures Beauty Title. The Norwalk Hour. 7 сентября 1923. p. 16.
2. ↑  Ohio Girl Again is 'Miss America'. The Sandusky Register. 8 сентября 1923. p. 1.
3. ↑  Twice Honored As Miss America. The Sandusky Star Journal. 8 сентября 1923. p. 5.

### Второстепенные ресурсы
- Saulino Osborne, Angela. Miss Americas and their Courts // Miss America The Dream Lives On (неопр.). — Taylor Publishing Company, 1995. — ISBN 0-87833-110-7.

## Ссылка
- Официальный сайт «Мисс Америка»